# استنلی بلک
استنلی بلک (انگلیسی: Stanley Black؛ ‏ ۱۴ ژوئن ۱۹۱۳ – ۲۷ نوامبر ۲۰۰۲) آهنگساز، رهبر ارکستر، تنظیم‌کننده و نوازنده پیانو اهل بریتانیا بود.
او در دههٔ ۳۰ میلادی با بزرگانی همچون کلمن هاوکینز و بنی کارتر همکاری داشت.
از فیلم‌هایی که وی در آن‌ها نقش داشته است، می‌توان به والنتینو، محاصره خیابان سیدنی، خنده در بهشت، نظام، جک قاتل، جنگ زن و مرد و روزی که زمین آتش گرفت اشاره نمود.